# Xiphidiopteron
Xiphidiopteron is een geslacht van rechtvleugeligen uit de familie veldsprinkhanen (Acrididae). De wetenschappelijke naam van dit geslacht is voor het eerst geldig gepubliceerd in 1910 door Bruner.

## Soorten
Het geslacht Xiphidiopteron  is monotypisch en omvat slechts de volgende soort:
- Xiphidiopteron inaequalis (Bruner, 1910)